# 萊山区
萊山区（らいざん-く）は、中華人民共和国山東省煙台市にある市轄区。
2008年7月、日系の大型スーパージャスコがオープンした。

## 行政区画
- 街道 - 黄海路街道、初家街道、浜海路街道、解甲荘街道、萊山街道、院格荘街道、馬山街道